# 披云楼
披云楼位于广东省肇庆市端州区的全国重点文物保护单位——肇庆古城墙上，始建于宋政和三年（113年）。因其矗立在北城墙最高处，有直插云天之势，故名披云楼。该楼经历八次重修或重建，原楼高三层，木结构，民国时期重建改为两层。因年久失修，1986年又在原址重建。
1986年重修后的披云楼仍为三层，总高19.3米，建筑面积约300平方米，它参照江西南昌的滕王阁、湖北武汉的黄鹤楼和山西万荣飞云楼的外形设计，建造时采用钢筋混凝土仿木结构和广西容县真武阁的穿斗式斗拱，上盖橙红色琉璃瓦，楼顶采用十字山花。